# Jorge Cazulo

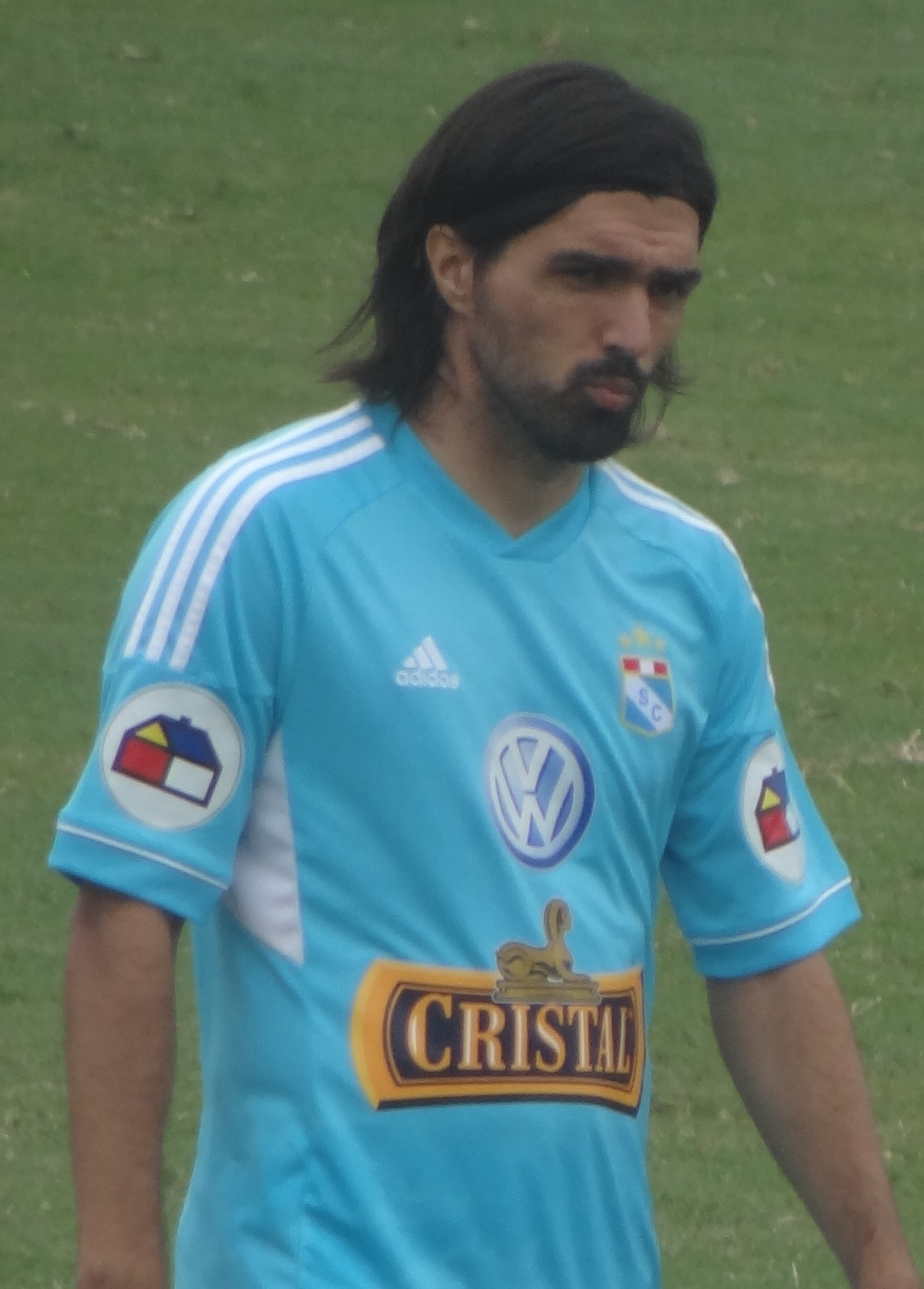
Jorge Cazulo

Jorge "piqui" Cazulo ( 14 de fevereiro de 1982) é um futebolista uruguaio que joga pelo Sporting Cristal. Ele pode jogar como um meia central ou atacante.

## Carreira
Cazulo começou sua carreira uruguaio clube Plaza Colonia em 2004. Ele também jogou pelo Defensor Sporting e Nacional.

### Titulos
Defensor Sporting
- Campeonato Uruguaio: 2007-08

Nacional
- Campeonato Uruguaio: 2008-09

Sporting Cristal
- Campeonato Peruano: 2012